# Campionati mondiali di nuoto 2019
La XVIII edizione dei Campionati mondiali di nuoto si è svolta dal 12 al 28 luglio 2019 a Gwangju, in Corea del Sud. La competizione sportiva è stata organizzata dalla Federazione Internazionale del Nuoto (FINA) e le discipline presenti sono state il nuoto, il nuoto di fondo, il nuoto sincronizzato (definito da quest'edizione nuoto artistico), la pallanuoto ed i tuffi.

## Assegnazione
L'organizzazione della manifestazione venne ufficialmente affidata a Gwangju, Corea del Sud, il 19 luglio 2013 durante il Congresso Generale Biennale della FINA tenutosi a Barcellona.

## Sedi di gara
Le sedi che hanno ospitato i vari eventi, in gran parte costruite in occasione dell'Universiade del 2015, sono state:
- Centro acquatico internazionale di Nambu (nuoto e tuffi)
- Centro acquatico dell'università di Nambu (pallanuoto)
- Yeosu Expo Ocean Park (nuoto di fondo)
- Ginnasio Yeomju (nuoto artistico)
- Campo di calcio di Chosun (tuffi grandi altezze)

## Discipline
In questa edizione dei mondiali si sono disputate 76 gare.
| Disciplina            | Masc. | Femm. | Miste | Tot. |
| --------------------- | ----- | ----- | ----- | ---- |
| Nuoto                 | 20    | 20    | 2     | 42   |
| Nuoto in acque libere | 3     | 3     | 1     | 7    |
| Tuffi                 | 6     | 6     | 3     | 15   |
| Nuoto artistico       | -     | 8     | 2     | 10   |
| Pallanuoto            | 1     | 1     | -     | 2    |
| Totale                | 30    | 38    | 8     | 76   |

## Calendario
| ● | Cerimonia d'apertura |  | Competizioni |  | Finali | ● | Cerimonia di chiusura |

| Luglio 2019           | Luglio 2019           | Ven | Sab | Dom | Lun | Mar | Mer | Gio | Ven | Sab | Dom | Lun | Mar | Mer | Gio | Ven | Sab | Dom | Totale |
| Luglio 2019           | Luglio 2019           | 12  | 13  | 14  | 15  | 16  | 17  | 18  | 19  | 20  | 21  | 22  | 23  | 24  | 25  | 26  | 27  | 28  | Totale |
| --------------------- | --------------------- | --- | --- | --- | --- | --- | --- | --- | --- | --- | --- | --- | --- | --- | --- | --- | --- | --- | ------ |
| Cerimonie             | Cerimonie             | ●   |     |     |     |     |     |     |     |     |     |     |     |     |     |     |     | ●   | N.D.   |
| Nuoto                 | Nuoto                 |     |     |     |     |     |     |     |     |     | 4   | 4   | 5   | 5   | 5   | 5   | 6   | 8   | 42     |
| Nuoto in acque libere | Nuoto in acque libere |     | 1   | 1   |     | 1   | 1   | 1   | 2   |     |     |     |     |     |     |     |     |     | 7      |
| Nuoto artistico       | Nuoto artistico       |     | 1   | 1   | 2   | 1   | 1   | 1   | 1   | 2   |     |     |     |     |     |     |     |     | 10     |
| Tuffi                 | Tuffi                 |     | 3   | 2   | 2   | 1   | 1   | 1   | 1   | 2   |     |     |     |     |     |     |     |     | 13     |
| Tuffi grandi altezze  | Tuffi grandi altezze  |     |     |     |     |     |     |     |     |     |     |     | 1   | 1   |     |     |     |     | 2      |
| Pallanuoto            | Pallanuoto            |     |     |     |     |     |     |     |     |     |     |     |     |     |     | 1   | 1   |     | 2      |
| Medaglie              | Medaglie              |     | 5   | 4   | 4   | 3   | 3   | 3   | 4   | 4   | 4   | 4   | 6   | 6   | 5   | 6   | 7   | 8   | 76     |

## Medagliere
| Pos.   | Paese         | Oro | Argento | Bronzo | Totale |
| ------ | ------------- | --- | ------- | ------ | ------ |
| 1      | Cina          | 16  | 11      | 3      | 30     |
| 2      | Stati Uniti   | 15  | 11      | 10     | 36     |
| 3      | Russia        | 12  | 11      | 7      | 30     |
| 4      | Australia     | 7   | 9       | 7      | 23     |
| 5      | Ungheria      | 5   | 0       | 0      | 5      |
| 6      | Italia        | 4   | 6       | 5      | 15     |
| 7      | Gran Bretagna | 4   | 2       | 6      | 12     |
| 8      | Germania      | 3   | 2       | 3      | 8      |
| 9      | Brasile       | 2   | 3       | 2      | 7      |
| 10     | Canada        | 2   | 2       | 7      | 11     |
| 11     | Giappone      | 2   | 2       | 6      | 10     |
| 12     | Francia       | 1   | 3       | 3      | 7      |
| 13     | Svezia        | 1   | 2       | 2      | 5      |
| 14     | Ucraina       | 1   | 1       | 5      | 7      |
| 15     | Sudafrica     | 1   | 1       | 2      | 4      |
| 16     | Spagna        | 0   | 4       | 1      | 5      |
| 17     | Messico       | 0   | 2       | 4      | 6      |
| 18     | Grecia        | 0   | 1       | 0      | 1      |
| 18     | Malaysia      | 0   | 1       | 0      | 1      |
| 18     | Norvegia      | 0   | 1       | 0      | 1      |
| 18     | Paesi Bassi   | 0   | 1       | 0      | 1      |
| 18     | Svizzera      | 0   | 1       | 0      | 1      |
| 23     | Corea del Sud | 0   | 0       | 1      | 1      |
| 23     | Croazia       | 0   | 0       | 1      | 1      |
| 23     | Egitto        | 0   | 0       | 1      | 1      |
| 23     | Nuova Zelanda | 0   | 0       | 1      | 1      |
| Totale | Totale        | 76  | 77      | 77     | 230    |